# NGC 5316
NGC 5316 is een open sterrenhoop in het sterrenbeeld Centaur. Het hemelobject werd op 25 mei 1826 ontdekt door de Schotse astronoom James Dunlop.

## Synoniemen
- OCL 913
- ESO 133-SC6